# Мінералогія
Мінералóгія — наука про мінерали, що вивчає їх фізичні властивості, хімічний склад, умови утворення і поширення в природі, а також можливість використання у промисловості. Мінералогія покликана сприяти задоволенню потреб людства у мінеральній сировині та її раціональному використанні.

## Історія предмету
Мінералогія — давня наука (за деякими даними, їй приблизно 2000 років), хоча сам термін «мінералогія» з'явився порівняно недавно — 1636 р. і введений італійським натурфілософом Бернардом Цезієм. Про практичне значення цієї науки у певній мірі засвідчує походження терміна «мінерал» — від давнього слова «мінера», що означає руда або камінь, з якого можна вилучити метал. Передбачається, що вживання терміна «мінерал» сягає сивої давнини (приблизно 300 р до н. е.) й спричинене рудокопною та металоплавильною діяльністю кельтських племен. Зміст, мета, завдання, об'єкти, структура мінералогії, як і будь-якої іншої науки, з плином часу змінювались. На початку своєї історії мінералогія була всеосяжною наукою про неживу природу. Пройшовши декілька етапів диференціації, спричиненої все більш глибоким пізнанням об'єктів дослідження, вона трансформувалася у природничо-історичну науку про мінерали-кристали. Істотно вплинув на розвиток мінералогії і геології свого часу А. Г. Вернер. У виданій ним книзі «Про зовнішні ознаки викопних» (1774) він виклав основи класифікації мінералів за зовнішніми ознаками, а в «Каталозі мінералогічної колекції Пабст фон Огаїн» ввів значну кількість назв мінералів, які вживаються і зараз.
Знахідки нових і життєво важливих мінералів були настільки вагомими, що знайшли віддзеркалення у періодизації історії людства: кам'яна доба (використовується кремінь, обсидіан, нефрит), бронзова доба (халькопірит, каситерит), залізна доба (ґетит, потім гематит, магнетит), доба атомної енергетики (уранініт).
Практицизм мінералогії ніяк не зменшився і в наш час, але нині він реалізується на засадах теоретичних напрацювань (законів, правил) та емпіричних закономірностей, тобто знань, які отримують в результаті всебічного дослідження хімічного складу, будови, форми, властивостей, умов утворення й розподілу в природі мінералів. Вдосконалення методичного арсеналу мінералогії, відкриття нових мінералів, їх поглиблене вивчення збагачують теорію, яка може бути використана для відкриття нових покладів мінеральної сировини. Більшість напрямків мінералогії вже існували з XVIII ст., деякі зародилися у другій половині ХХ ст. Найдавнішими серед них є систематика мінералів, морфологія мінералів, вчення про фізичні властивості, походження мінералів, прикладна мінералогія. У другій половині XX ст. виникли гострі екологічні проблеми, спричинені пошуками, розвідкою, переробкою та використанням мінеральної сировини. У їх вирішенні теж важлива роль належить мінералогії.
Раніше використовувалася назва ориктогнозія як наука про корисні копалини. Походження терміна: від грецького «ориктос» — викопний і «гносис» — пізнання (A.G.Werner, 1789).

## Сучасна мінералогія
Сучасна мінералогія — фундаментальна природничо-історична наука, яка будується на генетичній основі. Індивідуальність статусу мінералогії, як і будь-якої іншої науки, можна визначити двома основними чинниками — об'єктами дослідження та метою дослідження цих об'єктів. Об'єктами дослідження в М. є мінерали. Мету мінералогічної науки Д. П. Григор'єв, спираючись на твори своїх попередників — Плінія Старшого, Ж. Л. Бюффона, М.  М. І. Кокшарова, Є. К. Лазаренка; В. І. Вернадського, влучно визначив як «пізнання природної історії мінерального царства». Таким чином, статус М. вичерпно обґрунтовується поєднанням — об'єкти (мінерали) плюс мета (пізнання природної історії мінералів). Головне завдання М.: розробка наукової класифікації мінералів, виявлення зв'язків між варіаціями їх складу, будови, властивостей і умовами утворення та існування в природі; створення наукових основ для пошуків і оцінки родовищ мінеральної сировини, вдосконалення технології її переробки, залучення нових видів мінеральної сировини в промислове використання; розробка методів штучного вирощування і облагороджування кристалів цінних мінералів. М. характеризується значним розмаїттям теоретичних і прикладних напрямків, а також відповідною системою назв — номенклатурою. За даними Є. К. Лазаренка, мінералогія нараховує бл. 14000 термінів, тобто слів або словосполучень, якими позначаються наукові поняття.

### Структура мінералогії
Традиційно навчальна мінералогія ділиться на дві великі частини: загальну або теоретичну та описову або систематичну (опис мінералів). Опис мінералів є повним тільки в тому випадку, якщо він належним чином теоретично обґрунтований. Теоретичні розробки є надбанням всіх напрямків сучасної мінералогії, але з неоднаковим співвідношенням в них обсягів теорії, емпіричного та описового матеріалу. Розділи сучасної М.: кристалохімія мінералів, фізика мінералів, морфологія мінералів, генезис мінералів, регіональна мінералогія (топомінералогія), систематична мінералогія, експериментальна мінералогія, прикладна мінералогія, космічна мінералогія, екологічна мінералогія, техногенна мінералогія.
Кристалохімія мінералів — майже суто теоретичний розділ мінералогії (її ще називають теорією атомної структури кристалів), основним завданням якого є вивчення закономірних зв'язків між хімічним складом, кристалічною структурою, властивостями та умовами утворення мінералів.
Фізика мінералів — тісно пов'язаний з кристалохімією розділ мінералогії, покликаний вивчати будову та природу фундаментальних фізичних властивостей мінералів та їх зв'язок з умовами утворення та перебування у природі. В дійсності, сучасна фізика мінералів вийшла далеко за рамки одного розділу мінералогії і набула всеосяжного значення для пізнання природи мінеральної речовини, відіграє істотну роль у створенні наукових засад генетичної, пошукової, технологічної мінералогії, мінералогічного матеріалознавства, гемології, мінералургії.
Морфологія мінералів — розділ мінералогії, у рамках якого вивчається форма мінеральних індивідів, агрегатів та її зв'язок з конституцією та генезисом мінералів.
Генетична мінералогія — вчення про закони утворення, перетворення та руйнацію мінеральних індивідів і агрегатів. Воно охоплює такі явища: зародження, ріст, перетворення мінералів, способи їх утворення, геологічні процеси мінералоутворення.
Регіональна мінералогія (топомінералогія) вивчає просторові закономірності формування та розподілу мінералів у геологічних об'єктах — масивах, родовищах, регіонах, земній корі тощо. Цей напрямок забезпечує чи не найбільший обсяг первинних мінералогічних знань.
Систематична мінералогія — великий розділ мінералогії, у якому систематизуються всі знання, що стосуються окремих мінералів. Мінерали описуються в послідовності, що відповідає їх знаходженню у науковій класифікації. У цьому розділі всі якості та умови утворення мінералів розглядаються як взаємопов'язані чинники, що визначають самостійність мінерального виду — основної таксономічної одиниці систематичної мінералогії.
Експериментальна мінералогія — науково-технічний розділ, покликаний з'ясовувати умови вирощування мінералів штучних та моделювати механізми, явища, процеси мінералоутворення у широкому діапазоні фізико-хімічних умов кристалізації. Е. М. доповнює генетичну М. лабораторним моделюванням природних процесів мінералоутворення і вивченням фізико-хімічних систем, що відтворюють природні мінеральні парагенезиси і обстановку їх формування. Модельний експеримент використовується також як критерій оцінки теоретичних напрацювань, наприклад, з кристалохімії, морфології мінералів.
Прикладна мінералогія напрацьовує наукові засади практичного використання мінералів — для пошуку та оцінки родовищ корисних копалин, створення високих економічно прибуткових та екологічно чистих технологій переробки мінеральної сировини, створення нових видів сировини, синтезу технічно корисних кристалів — дефіцитних аналогів мінералів, виявлення корисних
(лікарських), шкідливих для здоров'я людини властивостей, декоративних якостей мінералів тощо.
Космічна мінералогія вивчає мінерали планет, астероїдів, метеоритів, комет, космічного пилу.
Активно розвиваються два нових розділи мінералогії — біомінералогія та наномінералогія.
Всі розділи сучасної мінералогії, незважаючи на їх специфіку, відмінності у змісті та завданнях, насправді мають умовні межі, органічно пов'язані між собою та спільно інтеґрують нову якість — сучасну мінералогічну науку. Див. також наномінералогія.
До сучасної мінералогії входить також екологічна мінералогія яка вивчає на мінеральному рівні природу всіх чинників забруднення навколишнього середовища та його зміни, спричинені природними процесами та втручанням людини. До цього напрямку входить також мінералогія техногенезу яка вивчає процеси мінералоутворення в геотехногенних системах мінерально-сировинного комплексу.

## Розвиток мінералогії в Україні
В Україні значна роль у розвитку мінералогії належить Є. К. Лазаренку, О. С. Поваренних, О. І. Матківському, О. М. Платонову, В. І. Павлишину, Л. А. Крижанівському та ін. Дослідження з мінералогії проводять в Інституті геохімії, мінералогії та рудоутворення імені М. П. Семененка НАН України, університетах і т.ін.